# Невідомі острови
Невідо́мі острови́ (рос. Неизвестные острова) — група невеликих островів у Східно-Сибірському морі, є частиною островів Анжу в складі Новосибірських островів. Територіально відноситься до Республіки Саха, Росія.
Острови розташовані біля південно-східного краю острова Земля Бунге. Група складається з двох піщаних островів, навколо яких утворилась мілина.
| Росія | Це незавершена стаття з географії Росії. Ви можете допомогти проєкту, виправивши або дописавши її. |